# Oleksandr Simonenko
Oleksandr Serhíovitx Simonenko (en ucraïnès Олександр Сергійович Симоненко; Kirovohrad, 14 de febrer de 1974) va ser un ciclista ucraïnès, que es va especialitzar en el ciclisme en pista, concretament en la persecució.
Del seu palmarès destaca la medalla de plata als Jocs de Sydney en persecució per equips, i dos Campionat del món de persecució per equips i un de persecució individual.

## Palmarès
- 1998
  -  Campió del món en Persecució per equips (amb Ruslan Pidgorni, Serhíi Matvèiev i Oleksandr Fèdenko)
- 2000
  -  Medalla de bronze als Jocs Olímpics de Sydney en Persecució per equips (amb Serhíi Matvèiev, Serhíi Txerniavski i Oleksandr Fèdenko)
- 2001
  -  Campió del món en Persecució individual
  -  Campió del món en Persecució per equips (amb Lyubomyr Polatayko, Serhíi Txerniavski i Oleksandr Fèdenko)

### Resultats a laCopa del Món
- 1997
  - 1r a Fiorenzuola d'Arda i a Quartu Sant'Elena, en Persecució per equips
- 1999
  - 1r a Fiorenzuola d'Arda, en Persecució per equips
- 2003
  - 1r a Ciutat del Cap, en Persecució per equips